# پروفیل (گروه موسیقی)
پروفیل (به انگلیسی: Profil) گروه موسیقی فرانسوی بود.
آن‌ها نماینده فرانسه در یوروویژن ۱۹۸۰ بودند.